# Simona Rinieri
Simona Rinieri (née le 1er septembre 1977 à Ravenne, en Émilie-Romagne) est une joueuse de volley-ball italienne. Elle mesure 1,88 m et joue réceptionneuse-attaquante. Elle totalise 390 sélections en équipe d'Italie.

## Clubs
| Club                     | Pays    | De           | À         |
| ------------------------ | ------- | ------------ | --------- |
| Teodora Ravenna          | Italie  | 1991-1992    | 1997-1998 |
| Club Italia              | Italie  | 1998-1999    | 1998-1999 |
| Volley Bergamo           | Italie  | 1999-2000    | 2000-2001 |
| Teodora Ravenna          | Italie  | 2001-2002    | 2001-2002 |
| Volley 2002 Forlì        | Italie  | 2002-2003    | 2002-2003 |
| RC Cannes                | France  | 2003-2004    | 2003-2004 |
| Robursport Volley Pesaro | Italie  | 2004-2005    | 2005-2006 |
| Monte Schiavo Jesi       | Italie  | 2006-2007    | 2009-2010 |
| Atom Trefl Sopot         | Pologne | 2010-2011    | 2010-2011 |
| Sirio Perugia            | Italie  | février 2011 | mai 2011  |
| Universal Modena         | Italie  | 2011-2012    | 2012-2013 |
| Beng Rovigo Volley       | Italie  | janvier 2013 | mai 2013  |
| Leningradka              | Russie  | 2013-2014    | …         |

## Palmarès

### Équipe nationale
- Championnat du monde
  - Vainqueur : 2002.
- Grand Prix mondial
  - Finaliste : 2004, 2005.
- Championnat d'Europe
  - Finaliste : 2001, 2005.

### Clubs
- Ligue des champions
  - Vainqueur : 2000.
- Supercoupe d'Italie
  - Finaliste : 1999.
- Championnat de France
  - Vainqueur : 2004.
- Coupe de France
  - Vainqueur : 2004.
- Coupe de la CEV 
  - Vainqueur : 2006.
- Challenge Cup
  - Vainqueur : 2009.

### Récompenses individuelles
- Coupe de la CEV féminine 2005-2006: Meilleure réceptionneuse et MVP.
- Challenge Cup féminine 2008-2009: MVP.